# Miha Malus
Miha Malus (1978) è un ex sciatore alpino sloveno.

## Biografia
Attivo in gare FIS dal dicembre del 1994, Malus in Coppa Europa esordì il 13 febbraio 1998 a Sella Nevea in slalom gigante, senza completare la gara, ottenne il miglior piazzamento l'11 gennaio 2004 a Todtnau in slalom speciale (6º) e prese per l'ultima volta il via l'11 marzo 2006 a Kranjska Gora nella medesima specialità, senza completare la gara. Si ritirò al termine della stagione 2008-2009 e la sua ultima gara fu uno slalom speciale FIS disputato il 13 aprile sui Monti Voras, chiuso da Malus al 4º posto; in carriera non debuttò in Coppa del Mondo né prese parte a rassegne olimpiche o iridate.

## Palmarès

### Coppa Europa
- Miglior piazzamento in classifica generale: 99º nel 2004

### Campionati sloveni
- 2 medaglie:
  - 2 bronzi (slalom gigante nel 2004; slalom gigante nel 2008)